# Grano
Pour les articles homonymes, voir Carlo Grano et Umberto Grano.
Le grano (grana ou, plus rarement, grani au pluriel) est une ancienne monnaie.

## Royaume de Naples
Dans le royaume de Naples, sous le règne de Charles III de Bourbon (1734-1759), le « grano » est une monnaie du système monétaire napolitain dont la valeur est située entre le « Carlino » et le « Tornese ».
| Piastra | Tarì | Carlino | Grano | Tornese | Cavallo |
| ------- | ---- | ------- | ----- | ------- | ------- |
| 1       | 6    | 12      | 120   | 240     | 1440    |

Le système monétaire napolitain avait alors la particularité de pouvoir être superposé sur le système monétaire du nord de l'Italie, la lire italienne prenant alors la place du tarì, le sou d'argent celui du grano et le denier celui du cavallo.
Sous Charles III, le grano portait le nom de carlino da 10 grana (un grano valant 10 carlino). Il se composait d'argent à 900/1000 (soit à 90%) et il pesait deux grammes.
Sous Ferdinand IV, le système monétaire demeura identique à celui sous le règne de son père. Les monnaies d'argent augmentèrent légèrement de volume, le grano passa ainsi de 2 grammes à 2,22 grammes. Son titre au millième fut aussi modifié en passant à 833/1000. Cela demeura inchangé jusqu'en 1799, date de la proclamation de l'éphémère République parthénopéenne qui fit frapper des monnaies de 4 tornese soit 2 grana mais, avec le retour de Ferdinand sur le trône, le système monétaire repris son état précédent bien qu'à cause des instabilités politiques et financières, la frappe des monnaies d'argent fut limitée.

## Référence
1. 1 2  Eupremio Montenegro, Manuale del collezionista di monete italiane, 29ª ed., Turin, Edizioni Montenegro, 2008, 712 p. (ISBN 978-88-88894-03-4).